# المرازيق (الجيزة)
قرية المرازيق هي إحدى القرى التابعة لمركز البدرشين في محافظة الجيزة في جمهورية مصر العربية. حسب إحصاءات سنة 2006، بلغ إجمالي السكان في المرازيق 8148 نسمة، منهم 4308 رجل و3840 امرأة.